# Poll Hugó

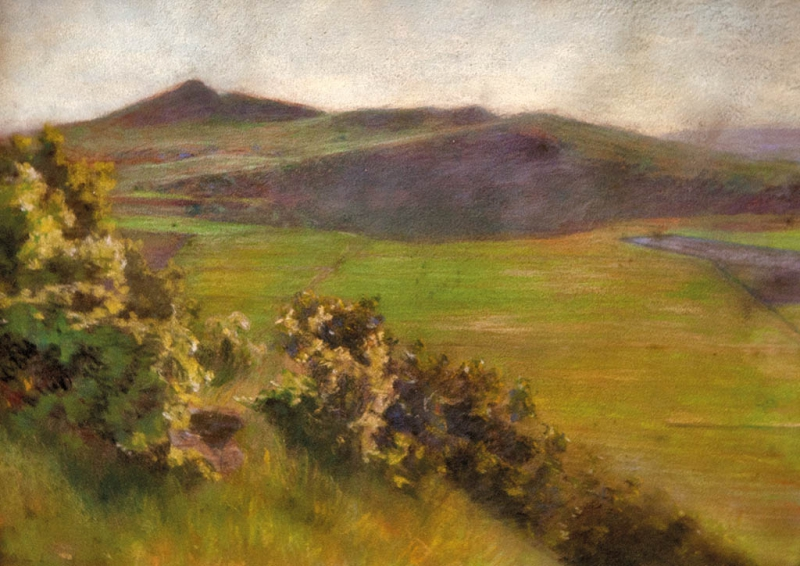
Nyári dombok

Poll Hugó (Pest, 1867. november 15. – Budapest, 1931. július 11.) magyar festőművész.

## Életútja
Poll Simon és Schwarz Leonóra fia. Festői tanulmányait 1886-tól Münchenben, Hollósy Simonnál folytatta, majd Párizsban, a Julian Akadémián tanult. Mestere volt többek között William-Adolphe Bouguereau. Franciaországban elsősorban Bretagne, Normandia tájai foglalkoztatták. Magyarországon is a plein air festészet érdekelte, főleg a Balatont és Dömsöd környékét örökítette meg. Budapesti kiállításain is ilyen képekkel jelent meg. A Műcsarnokban 1907-ben, 1923-ban, 1928-ban állított ki. Elnyerte a Képzőművészeti Társulat nagydíját is.
Művei a Magyar Nemzeti Galériában is megtekinthetők.